# Aéroport international de Craiova
Pour les articles homonymes, voir CRA.
L'aéroport international de Craiova (en roumain : Aeroportul Internațional Craiova) (code IATA : CRA • code OACI : LRCV) est situé dans le sud-ouest de la Roumanie, à 7 km à l'est de Craiova, l'une des plus grandes villes de Roumanie. La zone aéroportuaire est le siège de Avioane Craiova (anciennement IRAv Craiova), la société qui a construit les avions roumains IAR-93 et IAR-99.

## Historique
Un nouveau terminal a été ouvert dans l'aéroport de Craiova en décembre 2010. Les travaux de rénovation ont eu lieu à l'été 2015. Depuis juillet 2014, l'aéroport de Craiova sert de base à la compagnie Wizz Air, qui dessert 10 destinations dans sept pays. En mars 2018, Ryanair annonce qu'elle arrêtera les vols au départ d'Oradea et de Craiova après la fermeture de la base de Timișoara d'ici octobre 2018.

## Situation
| \| 50 km1:1 922 000 \| Bacău Baia Mare-Maramureș Brașov Bucarest-Aurel-Vlaicu Bucarest-Henri-Coandă Cluj-Napoca Constanța Iași Sibiu Târgu Mureș Timișoara Arad Craiova Oradea Satu Mare Suceava |
| 50 km1:1 922 000 |

## Compagnies aériennes et destinations
| Compagnies   | Destinations |
| ------------ | --- |
| Aerro Direkt | En saison charter : Antalya |
| Animawings   | En saison charter : Antalya |
| HiSky        | En saison charter: Monastir |
| TAROM        | En saison charter: Antalya |
| Wizz Air     | - Barcelone, - Bergame, - Birmingham, - Bologne, - Charleroi, - Cologne/Bonn, - Londres-Luton, - Madrid, - Paris-Beauvais, - Rome - G. B. Pastine (Ciampino) |

Actualisé le 15/04/2023

## Statistiques

### En graphique
Pour des raisons techniques, il est temporairement impossible d'afficher le graphique qui aurait dû être présenté ici.

Voir la requête brute et les sources sur Wikidata.

### En tableau
| Année          | Passagers (total) | Variation (%) |
| -------------- | ----------------- | ------------- |
| 2007           | 5 133             | Stable        |
| 2008           | 12 988            | 153%          |
| 2009           | 15 130            | 16,4%         |
| 2010           | 23 629            | 56,1%         |
| 2011           | 32 006            | 35,4%         |
| 2012           | 29 626            | 7,4%          |
| 2013           | 40 291            | 35,9%         |
| 2014           | 138 886           | 244,7%        |
| 2015           | 116 947           | 15,8%         |
| 2016           | 222 320           | 90,1%         |
| 2017           | 447 227           | 101,1%        |
| 2018           | 493 056           | 10,2%         |
| 2019 (jan-mar) | 99 874            | en diminution |

## Transport terrestre
L'aéroport est relié à la ville par la ligne de bus 9 (métro - marché central - Craioviţa Nouă) de la société de transports en commun RAT Craiova.